# La Deux
Ne doit pas être confondu avec France 2.
La Deux est une ancienne chaîne de télévision généraliste publique de la Communauté française de Belgique appartenant au groupe public Radio-télévision belge de la Communauté française (RTBF) entre 2003 et 2020. Elle a été remplacée par Tipik le 7 septembre 2020.

## Histoire de la chaîne
Le 1er mars 1997, Télé 21 divise son offre de programmes entre Eurosport 21, chaîne sportive diffusée exclusivement sur le câble, et La Deux, chaîne de multidiffusion de programmes culturels, de documentaires et chaîne d'accueil des événements non sportifs en direct (Commissions parlementaires, Concours musical Reine Élisabeth par exemple) diffusée sur les anciens canaux hertziens et câble de Télé 21. La Deux est une toute nouvelle chaîne dont l'idée est lancée l'année précédente par l'administrateur général de la RTBF, Jean-Louis Stalport, sous le nom de projet « Arc-en-ciel ».
À l'occasion de la Coupe du monde de football de 1998, la RTBF décide de diffuser l'intégralité des matches sur ses deux chaînes de télévision principales, La Une et La Deux. Afin que le public le plus large ait accès à ces programmes, on procède à une redistribution des émetteurs, qui permet de capter La Une et La Deux sur les réseaux de télédistribution bien sûr, mais aussi par voie hertzienne, sur la totalité du territoire de la Région wallonne et de la Région de Bruxelles-Capitale. Ce dispositif est maintenu au-delà de la Coupe du Monde, par décision du Conseil d'Administration du 13 juillet. Le 1er mars 1999 prend fin l'accord de partenariat entre la RTBF et Eurosport et la fin de la diffusion d'Eurosport 21.
Le 1er octobre 2001, Carine Bratzlavsky est désignée pour élaborer un projet de reformatage de la Deux. Celle-ci officiait depuis 1995 en tant que coordinatrice-productrice d'Arte Belgique, l'interface créée entre la RTBF et l'équipe de la chaîne culturelle européenne. Et avant cela, Bratzlavsky était déjà responsable de Télé 21. En décembre 2001, alors que la RTBF planche sur de nouvelles grilles de programme pour la rentrée de janvier 2002, la date du 21 mars est avancée pour le lancement de la nouvelle mouture de La Deux. Cependant, la démission de l'administrateur-général de la RTBF, Christian Druitte, laisse planer un doute quant au calendrier, et un report est envisagé. En mars, l'information est confirmée : la nouvelle Deux ne sera lancée qu'à la rentrée, et la date du 2 septembre est finalement arrêtée.
L'objectif est alors de casser l'image brouillonne, voire fourre-tout, de La Deux en lui donnant une identité forte, et en en faisant une chaîne à part entière.
À côté du maintien d'anciennes émissions, telle Ici Bla-Bla (destinée aux enfants), de nombreux nouveaux programmes sont annoncés. L'émission G'nôme, destinée aux 9-14 ans, est suivie par Tu passes quand tu veux (produite par Barbara Louys et animée par deux nouveaux venus : Maureen Louys et David Antoine), dont le public-cible est les adolescents. À noter également : le lancement de Screen (consacré au cinéma), de Clips en ligne, ou encore d'Extratime (consacré aux sports en salle ou urbains, aux arts martiaux,...). La diffusion de l'émission de Téva Sex in the TV est aussi annoncée.
La Deux réorganise son offre de programme en janvier 2004 en complémentarité avec ceux de La Une. En décembre 2005, la chaîne passe au format 16/9.
À la suite de l'arrivée d'Yves Bigot, ancien directeur des divertissements de France 2, comme directeur des programmes de la RTBF, la programmation de la chaîne subit une révolution dont voici les caractéristiques : 
- Migration des séries culte américaines de La Une vers La Deux,
- Programmation de feuilletons américains durant l'après-midi,
- La soirée du jeudi devient soirée Le meilleur de l'humour avec la diffusion de spectacles d'humoristes francophones,
- Les soirées du mardi, mercredi et vendredi sont réservées aux films avec un bonus et décryptage animé par Cathy Immelen, la Miss Cinéma de la RTBF, qui suit chaque film,
- Les soirées du dimanche et lundi sont réservées aux documentaires,
- L'émission jeunesse Ici Bla-Bla évolue avec l'utilisation d'un plateau virtuel.

La chaîne, qui manquait précédemment d'une identité propre et d'une programmation trop variable, tourne maintenant sur des thématiques particulières :
- Documentaires
- Séries, feuilletons culte
- Cinéma pour les cinéphiles
- Culture, musique et société
- Sport

Le 26 août 2020, la RTBF annonce que la chaîne fusionne avec la radio Pure pour devenir Tipik, une marque unique destinée aux jeunes adultes.

## Identité visuelle
Les deux premiers habillages, entre 1997 et 2002, étaient identiques à ceux de La Une utilisés à l'époque.
Le 2 septembre 2002, La Deux adopte un nouveau logo rond où s'inscrit son nom en toutes lettres et l'habillage de l'antenne est entièrement revu, en jouant sur les couleurs pour distinguer les cases horaires destinées aux enfants (tons jaunes), aux adolescents (tons verts) et aux adultes (tons mauves et violets). Le tout est accompagné d'un habillage sonore signé Marc Moulin.
La Deux change d'habillage en janvier 2004. Un nouvel habillage est mis à l'antenne le 16 décembre 2011, à 20h, simultanément aux nouveaux habillages de La Une et de La Trois. Le logo de la chaîne est dès lors légèrement modifié, afin de pouvoir s'intégrer dans l'habillage en 3D.
Le 21 mars 2016, les génériques du JT changent à nouveau. Les génériques sont les mêmes, mais avec quelques modifications et la réapparition du carré rouge pour les JT de La Une, et un cercle rose pour les 12 et 15 minutes sur La Deux.
Le 7 septembre 2020, la Deux devient Tipik. Désormais, la chaine s'adresse au jeunes (de 25 à 39 ans).

### Logos

Logo « oreille » de La Deux du 1er mars 1997 au 1er septembre 2002.
Logo de La Deux du 2 septembre 2002 au 25 janvier 2004.
Logo de La Deux du 26 janvier 2004 au 16 décembre 2011 avant 20h et du septembre 2014 au 6 septembre 2020.
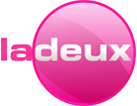
Logo de La Deux du 16 décembre 2011 à 20h jusqu'en septembre 2014.
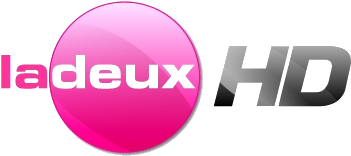
Logo de La Deux HD du 16 décembre 2011 à 20 h jusqu'en septembre 2014.

### Slogans
- Depuis le 1er mars 1997 : « Deux fois plus de plaisir »

## Organisation

### Dirigeants
Administrateur général :
- Jean-Paul Philippot

Directeur des programmes :
- François Tron

### Capital
Le capital de La Deux est détenu à 100 % par le groupe audiovisuel public RTBF.

## Programmes

### Émissions
- Auto Mobile
- Ça Bouge
- Hep Taxi !
- Matière grise
- Toute une histoire
- C'est pas sorcier
- D6Bels
- Le Grand Cactus
- InterMédias
- La Clef des Champs
- La Table/Le tour des terroirs
- Le Beau Vélo de Ravel
- Le Meilleur de l'humour
- Le Meilleur du Classique
- Les Carnets du bourlingueur
- Mille-Feuilles
- Noms de Dieux
- Sans chichis
- Tout le monde veut prendre sa place
- Wallons nous (wa)/Théâtre wallon
- Studio 1 La Tribune

### Séries
- 30 Rock
- Arrow
- Better with You
- Big Bang Theory
- Borgia
- Brotherhood
- Californication
- Chuck
- Crash
- Demain nous appartient (en rediffusion de La Une)
- En analyse
- Euh (websérie)
- Eureka
- FBI : Portés disparus
- Franklin & Bash
- Game of Thrones
- Gossip Girl
- Gotham
- Heartland
- Hung
- Le Prince de Bel-Air
- Les Feux de l'amour (en rediffusion de La Une)
- Les Spécialistes : Investigation scientifique
- Mad Men
- MI-5
- Mr. Robot
- Nikita
- Nurse Jackie
- Plus belle la vie
- Pour le meilleur et le pire
- Pretty Little Liars
- Rookie Blue
- Smallville
- Strike Back
- Supergirl
- Taxi Brooklyn
- The Flash
- Un père peut en cacher un autre (en)
- V (2009)
- Vampire Diaries
- Vikings
- Weeds

## Audiences
Source : Centre d'Information sur les Médias.

### Audience globale
| Année | Parts de marché |
| ----- | --------------- |
| 1990  | —               |
| 1991  | —               |
| 1992  | —               |
| 1993  | —               |
| 1994  | —               |
| 1995  | —               |
| 1996  | —               |
| 1997  | 2,3 %           |
| 1998  | 2,5 %           |
| 1999  | 3,1 %           |

| Année | Parts de marché |
| ----- | --------------- |
| 2000  | 3,4 %           |
| 2001  | 3,6 %           |
| 2002  | 3,4 %           |
| 2003  | 3,4 %           |
| 2004  | 3,6 %           |
| 2005  | 3,0 %           |
| 2006  | 4,9 %           |
| 2007  | 4,5 %           |
| 2008  | 5,1 %           |
| 2009  | 4,7 %           |

| Année | Parts de marché |
| ----- | --------------- |
| 2010  | 5,8 %           |
| 2011  | 4,8 %           |
| 2012  | 5,4 %           |
| 2013  | 4,5 %           |
| 2014  | 5,5 %           |
| 2015  | 4,8 %           |
| 2016  | 6,0 %           |
| 2017  | 5,0 %           |
| 2018  | 6,0 %           |
| 2019  | 5,1 %           |

Avec une audience moyenne de 5,14 % de part de marché en 2019, La Deux est la quatrième chaîne belge francophone la plus regardée, derrière La Une (18,20 %), RTL-TVI (17,99 %), et AB3 (5,99 %).
Si on prend en compte les chaînes étrangères, La Deux est la sixième chaîne la plus regardée en Belgique francophone, derrière La Une (18,20 %), RTL-TVI (17,99 %), TF1 (13,00 %), France 2 (7,0 %) et AB3 (5,99 %).

### Records d'audience
Le 21 août 2004, La Deux réalise un record d'audience en diffusant la finale du tournoi de tennis des Jeux olympiques d'Athènes. Ce match, qui voit la victoire de la joueuse belge Justine Henin face à la Française Amélie Mauresmo, rassemble 726 921 téléspectateurs (44 % de part de marché).
Ce n'est que dix ans plus tard que La Deux réalise une meilleure audience. Le match de quart de finale de la Coupe du monde de football, qui oppose la France à l'Allemagne, le 4 juillet 2014, obtient une audience de 770 218 téléspectateurs (53,89 % de part de marché).
Deux ans plus tard, en 2016, la chaîne dépasse à cinq reprises le records de 2014, grâce aux matches de l'Euro 2012 de football. La meilleure audience jamais obtenue par La Deux est celle du quart de finale opposant la Pologne au Portugal, le 30 juin 2016, avec 836 900 téléspectateurs (48,5 % de part de marché).

### Top 10 des programmes les plus regardés par année
| 2019 | 2019                                         | 2019       | 2019                      | 2019           |
|      | Programme                                    | Date       | Nombre de téléspectateurs | Part de marché |
| ---- | -------------------------------------------- | ---------- | ------------------------- | -------------- |
| 1    | Le Grand Cactus                              | 10/01/2019 | 363 800                   | 20,8 %         |
| 2    | Football : Ligue Europa : Chelsea/Arsenal    | 29/05/2019 | 356 200                   | 23,8 %         |
| 3    | Football : Ligue Europa : Chelsea/Frankfurt  | 09/05/2019 | 289 700                   | 20,9 %         |
| 4    | Football : Ligue Europa : Frankfurt/Standard | 24/10/2019 | 276 100                   | 17,8 %         |
| 5    | Football : Ligue Europa : Vitoria/Standard   | 28/11/2019 | 276 100                   | 20,3 %         |
| 6    | Jérôme de Warzée : Réservé à un public fin   | 03/01/2019 | 267 000                   | 15,7 %         |
| 7    | Harry Potter et l'Ordre du phénix            | 13/12/2019 | 249 700                   | 15,2 %         |
| 8    | Football : Ligue Europa : Standard/Frankfurt | 07/11/2019 | 241 700                   | 16,3 %         |
| 9    | Athlétisme : Championnats du monde           | 06/10/2019 | 234 600                   | 16,8 %         |
| 10   | Football : Ligue Europa : Arsenal/Standard   | 03/10/2019 | 231 600                   | 14,7 %         |

| 2018 | 2018                                          | 2018       | 2018                      | 2018           |
|      | Programme                                     | Date       | Nombre de téléspectateurs | Part de marché |
| ---- | --------------------------------------------- | ---------- | ------------------------- | -------------- |
| 1    | Football : Mondial 2018 : Brésil/Suisse       | 17/06/2018 | 747 800                   | 41,1 %         |
| 2    | Football : Mondial 2018 : Portugal/Espagne    | 15/06/2018 | 738 000                   | 46,3 %         |
| 3    | Football : Mondial 2018 : Croatie/Angleterre  | 11/07/2018 | 730 300                   | 46,2 %         |
| 4    | Football : Mondial 2018 : Colombie/Angleterre | 03/07/2018 | 693 800                   | 45,4 %         |
| 5    | Football : Mondial 2018 : Tunisie/Angleterre  | 18/06/2018 | 683 200                   | 39,3 %         |
| 6    | Football : Mondial 2018 : Croatie/Danemark    | 01/07/2018 | 631 900                   | 43,3 %         |
| 7    | Football : Mondial 2018 : Uruguay/Portugal    | 30/06/2018 | 626 900                   | 46,2 %         |
| 8    | Football : Mondial 2018 : Argentine/Croatie   | 21/06/2018 | 622 400                   | 37,8 %         |
| 9    | Football : Mondial 2018 : Allemagne/Suède     | 23/06/2018 | 602 800                   | 41,7 %         |
| 10   | Football : Mondial 2018 : Allemagne/Mexique   | 16/06/2018 | 601 500                   | 56,3 %         |

| 2017 | 2017                                        | 2017       | 2017                      | 2017           |
|      | Programme                                   | Date       | Nombre de téléspectateurs | Part de marché |
| ---- | ------------------------------------------- | ---------- | ------------------------- | -------------- |
| 1    | Le Très Très Grand Cactus                   | 28/12/2017 | 429 000                   | 22,5 %         |
| 2    | Le Grand Cactus                             | 23/11/2017 | 380 800                   | 20,1 %         |
| 3    | Tennis : Coupe Davis 2017 : France/Belgique | 26/11/2017 | 356 500                   | 30,3 %         |
| 4    | Athlétisme : Championnats du monde          | 06/08/2017 | 304 600                   | 22,2 %         |
| 5    | Harry Potter et le Prince de sang-mêlé      | 29/12/2017 | 291 400                   | 15,8 %         |
| 6    | Édition spéciale - Le 12 Minutes            | 20/06/2017 | 278 700                   | 22,7 %         |
| 7    | Harry Potter et la Coupe de feu             | 15/12/2017 | 270 200                   | 15,3 %         |
| 8    | Harry Potter et l'Ordre du phénix           | 22/12/2017 | 258 600                   | 14,7 %         |
| 9    | L'Étudiante et Monsieur Henri               | 13/11/2017 | 253 100                   | 12,8 %         |
| 10   | Harry Potter et le Prisonnier d'Azkaban     | 08/12/2017 | 230 500                   | 13,3 %         |

| 2016 | 2016                                           | 2016       | 2016                      | 2016           |
|      | Programme                                      | Date       | Nombre de téléspectateurs | Part de marché |
| ---- | ---------------------------------------------- | ---------- | ------------------------- | -------------- |
| 1    | Football : Euro 2016 : Pologne/Portugal        | 30/06/2016 | 836 900                   | 48,5 %         |
| 2    | Football : Euro 2016 : Allemagne/France        | 07/07/2016 | 820 700                   | 49,2 %         |
| 3    | Football : Euro 2016 : Italie/Espagne          | 27/06/2016 | 804 500                   | 50,2 %         |
| 4    | Football : Euro 2016 : Angleterre/Islande      | 27/06/2016 | 796 700                   | 43,1 %         |
| 5    | Football : Euro 2016 : France/Islande          | 03/07/2016 | 791 200                   | 43,7 %         |
| 6    | Football : Euro 2016 : Portugal/Pays de Galles | 06/07/2016 | 762 300                   | 46,4 %         |
| 7    | Football : Euro 2016 : Allemagne/Italie        | 02/07/2016 | 758 200                   | 48,1 %         |
| 8    | Football : Euro 2016 : Suisse/France           | 19/06/2016 | 708 400                   | 39,8 %         |
| 9    | Football : Euro 2016 : Allemagne/Pologne       | 16/06/2016 | 653 700                   | 38,3 %         |
| 10   | Football : Euro 2016 : France/Albanie          | 15/06/2016 | 642 900                   | 35,6 %         |

| 2015 | 2015                                                    | 2015       | 2015                      | 2015           |
|      | Programme                                               | Date       | Nombre de téléspectateurs | Part de marché |
| ---- | ------------------------------------------------------- | ---------- | ------------------------- | -------------- |
| 1    | Football : Coupe de Belgique : FC Bruges/RSC Anderlecht | 22/03/2015 | 459 007                   | 26,4 %         |
| 2    | Édition spéciale - Le 12 Minutes                        | 15/01/2015 | 295 768                   | 19,4 %         |
| 3    | Football : Coupe de Belgique : Finale                   | 22/03/2015 | 246 018                   | 16,2 %         |
| 4    | Skyfall                                                 | 06/11/2015 | 243 322                   | 13,8 %         |
| 5    | Cyclisme : Tour de France : Étape 21                    | 26/07/2015 | 227 179                   | 16,9 %         |
| 6    | Le Grand Cactus                                         | 29/10/2015 | 210 990                   | 12,1 %         |
| 7    | F1 : Grand Prix des États-Unis                          | 25/10/2015 | 208 764                   | 11,8 %         |
| 8    | F1 : Grand Prix de Russie                               | 11/10/2015 | 204 347                   | 22,6 %         |
| 9    | F1 : Grand Prix de Hongrie                              | 26/07/2015 | 203 758                   | 24,2 %         |
| 10   | Tennis : Coupe Davis 2015 : Belgique/Grande-Bretagne    | 28/11/2015 | 203 219                   | 23,0 %         |

| 2014 | 2014                                         | 2014       | 2014                      | 2014           |
|      | Programme                                    | Date       | Nombre de téléspectateurs | Part de marché |
| ---- | -------------------------------------------- | ---------- | ------------------------- | -------------- |
| 1    | Football : Mondial 2014 : France/Allemagne   | 04/07/2014 | 770 200                   | 53,9 %         |
| 2    | Football : Mondial 2014 : Brésil/Allemagne   | 08/07/2014 | 728 700                   | 52,3 %         |
| 3    | Football : Mondial 2014 : Brésil/Chili       | 28/06/2014 | 702 400                   | 48,7 %         |
| 4    | Football : Mondial 2014 : Pays-Bas/Mexique   | 29/06/2014 | 688 100                   | 46,3 %         |
| 5    | Football : Mondial 2014 : Uruguay/Angleterre | 19/06/2014 | 684 600                   | 42,9 %         |
| 6    | Football : Mondial 2014 : France/Nigéria     | 30/06/2014 | 676 800                   | 45 %           |
| 7    | Football : Mondial 2014 : Espagne/Chili      | 18/06/2014 | 673 600                   | 40,4 %         |
| 8    | Football : Mondial 2014 : Argentine/Suisse   | 01/07/2014 | 672 900                   | 47,7 %         |
| 9    | Football : Mondial 2014 : Espagne/Pays-Bas   | 13/06/2014 | 669 200                   | 43,9 %         |
| 10   | Football : Mondial 2014 : Brésil/Colombie    | 04/07/2014 | 646 400                   | 50,4 %         |

| 2013 | 2013                                                 | 2013       | 2013                      | 2013           |
|      | Programme                                            | Date       | Nombre de téléspectateurs | Part de marché |
| ---- | ---------------------------------------------------- | ---------- | ------------------------- | -------------- |
| 1    | F1 : Grand Prix du Canada                            | 09/06/2013 | 269 514                   | 15,4 %         |
| 2    | Football : Coupe de Belgique : Anderlecht/Genk       | 30/01/2013 | 256 121                   | 13,6 %         |
| 3    | Football : Mondial 2014 : Tirage au sort             | 06/12/2013 | 247 865                   | 24,7 %         |
| 4    | Game of Thrones                                      | 24/02/2013 | 241 180                   | 11,6 %         |
| 5    | Football : Coupe des confédérations : Espagne/Italie | 27/06/2013 | 239 075                   | 17,7 %         |
| 6    | Football : Coupe de Belgique : Anderlecht/Gand       | 16/01/2013 | 238 002                   | 8,5 %          |
| 7    | Plus belle la vie                                    | 22/02/2013 | 232 665                   | 14,3 %         |
| 8    | Football : Coupe de Belgique : Genk/Anderlecht       | 02/03/2013 | 227 581                   | 16,8 %         |
| 9    | Athlétisme : Championnats du Monde                   | 16/08/2013 | 224 032                   | 18,4 %         |
| 10   | F1 : Grand Prix de Malaisie                          | 24/03/2013 | 221 656                   | 40,9 %         |

| 2012 | 2012                                         | 2012       | 2012                      | 2012           |
|      | Programme                                    | Date       | Nombre de téléspectateurs | Part de marché |
| ---- | -------------------------------------------- | ---------- | ------------------------- | -------------- |
| 1    | Football : Euro 2012 : Angleterre/Italie     | 24/06/2012 | 716 137                   | 42,3 %         |
| 2    | Jeux olympiques : Athlétisme                 | 05/08/2012 | 597 697                   | 31,3 %         |
| 3    | Football : Euro 2012 : Portugal/Pays-Bas     | 17/06/2012 | 578 653                   | 33,6 %         |
| 4    | Jeux olympiques : Athlétisme : Saut          | 06/08/2012 | 572 192                   | 33 %           |
| 5    | Football : Euro 2012 : Espagne/Italie        | 10/06/2012 | 533 570                   | 35,1 %         |
| 6    | Football : Euro 2012 : Rép. tchèque/Portugal | 21/06/2012 | 523 693                   | 30,8 %         |
| 7    | Football : Euro 2012 : Allemagne/Grèce       | 22/06/2012 | 507 754                   | 31,9 %         |
| 8    | Football : Euro 2012 : Pays-Bas/Allemagne    | 13/06/2012 | 500 059                   | 28,9 %         |
| 9    | Football : Match amical : Roumanie/Belgique  | 14/11/2012 | 485 248                   | 25,5 %         |
| 10   | Football : Euro 2012 : Suède/Angleterre      | 15/06/2012 | 460 274                   | 28,3 %         |

| 2011 | 2011                                                      | 2011       | 2011                      | 2011           |
|      | Programme                                                 | Date       | Nombre de téléspectateurs | Part de marché |
| ---- | --------------------------------------------------------- | ---------- | ------------------------- | -------------- |
| 1    | Football : Éliminatoires Euro 2012 : Allemagne/Belgique   | 11/10/2011 | 576 293                   | 31,3 %         |
| 2    | Football : Coupe de Belgique : Standard/Westerlo          | 21/05/2011 | 498 410                   | 34,9 %         |
| 3    | Football : Éliminatoires Euro 2012 : Autriche/Belgique    | 25/03/2011 | 472 652                   | 27,4 %         |
| 4    | Cyclisme : Tour de France : Etape 18                      | 21/07/2011 | 401 097                   | 36,8 %         |
| 5    | Football : Coupe de Belgique : Standard/Gand              | 06/04/2011 | 392 545                   | 23,2 %         |
| 6    | Football : Éliminatoires Euro 2012 : Azerbaïdjan/Belgique | 02/09/2011 | 333 965                   | 29,5 %         |
| 7    | Football : Match amical : Slovénie/Belgique               | 10/08/2011 | 311 019                   | 19,9 %         |
| 8    | Football : Coupe de Belgique : FC Malines/Standard        | 02/03/2011 | 284 750                   | 15,9 %         |
| 9    | F1 : Grand Prix de Monaco                                 | 29/05/2011 | 259 797                   | 31,2 %         |
| 10   | Football : Coupe de Belgique : Lierse/Standard            | 21/12/2011 | 256 798                   | 13,8 %         |

| 2010 | 2010                                                  | 2010       | 2010                      | 2010           |
|      | Programme                                             | Date       | Nombre de téléspectateurs | Part de marché |
| ---- | ----------------------------------------------------- | ---------- | ------------------------- | -------------- |
| 1    | Football : Mondial 2010 : Allemagne/Espagne           | 07/07/2010 | 673 660                   | 40,6 %         |
| 2    | Football : Mondial 2010 : Uruguay/Pays-Bas            | 06/07/2010 | 600 130                   | 35,9 %         |
| 3    | Football : Mondial 2010 : Espagne/Portugal            | 29/06/2010 | 561 190                   | 27,3 %         |
| 4    | Tennis : Open de Brisbane : Finale                    | 09/01/2010 | 533 120                   | 61,3 %         |
| 5    | Football : Mondial 2010 : Italie/Paraguay             | 14/06/2010 | 520 350                   | 26,2 %         |
| 6    | Football : Éliminatoires Euro 2012 : Turquie/Belgique | 07/09/2010 | 514 560                   | 28,9 %         |
| 7    | Football : Mondial 2010 : Espagne/Honduras            | 21/06/2010 | 477 730                   | 25,2 %         |
| 8    | Football : Mondial 2010 : Brésil/Côte d'Ivoire        | 20/06/2010 | 472 630                   | 25,8 %         |
| 9    | Tennis : Open d'Australie : Finale Dames              | 30/01/2010 | 459 220                   | 60 %           |
| 10   | Football : Mondial 2010 : France/Mexique              | 17/06/2010 | 458 730                   | 24,9 %         |

Tous les téléspectateurs de 4 ans et plus, plus d'éventuels invités. Durée des programmes supérieure à 15 minutes.